# Sistema Integrado de Transporte de Trujillo
El Sistema Integrado de Transporte de Trujillo (SITT) será un sistema de transporte público urbano que operará en Trujillo. Su administración estará a cargo de la entidad Transportes Metropolitanos de Trujillo (TMT).

## Historia
Sus orígenes se remontan a septiembre de 2011, cuando se emitió la ordenanza municipal N° 020-2011-MPT, que creó a Transportes Metropolitanos de Trujillo (TMT) como el organismo descentralizado encargado de los proyectos de transporte público para la ciudad.
Este proyecto contempla la construcción de un corredor segregado de buses entre la sede del Senati (La Esperanza) y el Terrapuerto de Trujillo. Este recorrería los distritos de Salaverry, Moche, Trujillo, La Esperanza y Huanchacoy beneficiará a 440 mil personas. Esta proyectado que este sistema tenga una ruta troncal para buses articulados, 16 estaciones, un nuevo sistema de recaudo, dos terminales, dos patios talleres, un centro de carga de gas ubicado al norte de la ciudad, dos rutas alimentadoras hacia el norte y una ruta alimentadora hacia el sur. El entonces gobernador de la provincia, César Acuña Peralta, garantizó el sistema BRT con la compra de un terreno ubicado en la avenida José Gabriel Condorcanqui, que colinda con el Hospital de Alta Complejidad Virgen de la Puerta, donde se construirá el futuro Terminal Norte.
En 2025 se oficializó el Corredor Vial Norte – Sur de Trujillo y Rutas Alimentadoras con un presupuesto de 500 millones de soles.

## Rutas
| Código | Subcódigo | Destino   | Recorrido |
| ------ | --------- | --------- | --- |
| 1      | 001       | Laredo    | Cerro La Virgen - El Tablazo - Jirón Libertad - Avenida La Ribera - Avenida Huanchaco - Óvalo Huanchaco - Avenida Mansiche - Avenida Roma - Calle Salaverry - Calle Nápoles - Avenida América Norte - Avenida Manuel Vera Enríquez - Avenida España - Jirón Unión - Prolongación Unión - Avenida Pumacahua - Avenida Julián Arce - Calle San Ignacio                             |
| 1      | 002       | Huanchaco | Calle San Ignacio - Avenida Julián Arce - Avenida Pumacahua - Avenida Cahuide - Prolongación Unión - Avenida Villarreal - Avenida Perú - Avenida España - Avenida Manuel Vera Enríquez - Avenida América Norte - Avenida Mansiche - Óvalo Huanchaco - Avenida Huanchaco - Avenida La Ribera - Calle Los Pinos - Calle Los Abetos - Jirón Libertad - El Tablazo - Cerro La Virgen |